# Brionské plénum

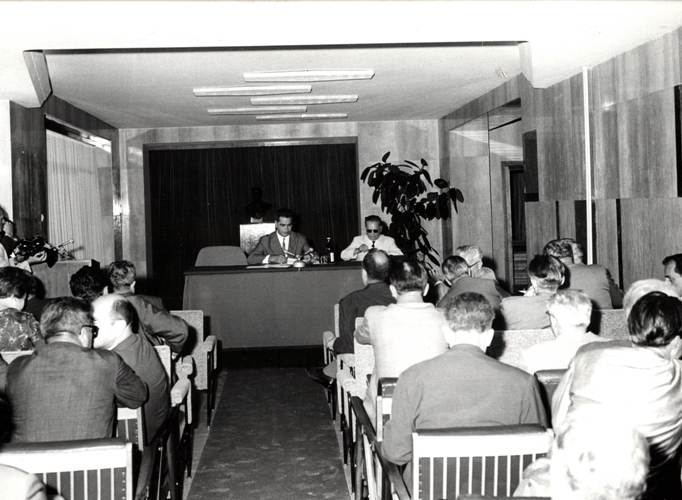
Brionské plénum

Jako Brionské plénum je označováno 4. mimořádné zasedání pléna Svazu komunistů Jugoslávie, které se odehrálo 1. července 1966 na ostrovech Brioni v hotelu Istra. Jeho význam spočívá hlavně v klíčové personální změně – zbavení Aleksandra Rankoviće všech funkcí ve straně. Ranković byl místopředsedou SFRJ a jedním ze sekretářů SKJ.

## Vývoj do pléna
V dubnu 1958 přijal 7. kongres Svazu komunistů Jugoslávie (SKJ) nový program, jenž měl být základem jugoslávského systému a jenž měl jeho autoru – Slovinci Edvardu Kardeljovi – přinést mezinárodní uznání teoretika socialismu. V roce 1963 pak byla přijata nová ústava, jež kromě nové úpravy složení a působnosti státních orgánů a institucí měnila i název státu. Zároveň měla být provedena ekonomická reforma, k jejíž propagaci využili její přívrženci 8. kongres SKJ v prosinci 1964. V roce 1965 pak svazový parlament přijal na třicet zákonů a další doporučení, které měly umožnit působení zákonů tržní ekonomiky na jugoslávské hospodářství. Současně byla připravena i změna celého systému plánování. Kardelj, který se domníval, že ponechání systému bez reforem a modernizace, by Jugoslávii připravilo o pomoc Západu, přednesl v listopadu 1965 na zasedání výkonného výboru referát, v němž promluvil o úplné politické autonomii republik a zavádění tržního hospodářství. Hlavním realizátorem reforem byl Slovinec Boris Kraigher. Změny (mj. v oblasti daní, cen, fungování bank, podniků atd.) začaly zhoršovat hospodářskou situaci obyvatelstva a způsobovaly růst nezaměstnanosti. Počátkem roku 1965 se odpůrcům reforem podařilo zmrazit ceny, omezit úvěry a podpořit vývoz, což prakticky negovalo úsilí reformistů o tržní hospodářství. Koncem února 1966 se rozhořel otevřený střet mezi reformisty a konzervativci. Konzervativci v čele s Aleksanderem Rankovićem napadli reformu s tím, že favorizuje Slovinsko a Chorvatsko. Hlavní reformátoři – Kardelj a Vladimir Bakarić – měli podporu ministra obrany Ivana Gošnjaka, části velitelů slovinských a chorvatských bezpečnostních sborů a jevilo se, že i samotného maršála Tita, který se dokonce nechal slyšet, že v SKJ není místo pro ty, kteří nerespektují usnesení nejvyšších orgánů. Ačkoliv Kraigher, jenž byl realizací reforem pověřen, hovořil o jejich krachu, ostatní reformisté spojovali budoucnost reforem s odvoláním Rankoviće. Využít k sesazení Srba Rankoviće argumentu reforem nebylo možné, neboť s reformami byla nespokojená zejména  srbská a černohorská veřejnost. Útok na Rankoviće měl vést přes tajnou policii (UDBA), o níž se Ranković opíral. Již počátkem roku 1966 byla UDBA kritizována ze strany ústředního výboru Svazu komunistů Slovinska. Ačkoliv UDBA byla již od svého vzniku v roce 1946 určitým „státem ve státě“, obavy z ní začaly narůstat až v okamžiku vyostření sporů o reformy.
Záminkou k odstranění Rankoviće byla odposlouchávací aféra, ve které prezident Josip Broz Tito našel ve své rezidenci v Užické ulici 15 v Bělehradu odposlouchávací zařízení – a to přímo ve své pracovně a ložnici. Jelikož však proti Rankovićovi již delší dobu vystupovala také Titova žena Jovanka, je otázkou, kdo vlastně mikrofony do ložnice skutečně umístil. Informace o tom, že UDBA odposlouchává všechny významné funkcionáře země, měly prověřit vyšetřovací komise a vojenská rozvědka. Ranković měl údajně k převzetí moci využít cesty Tita na Dálný východ, jež byla naplánována na podzim. Na zasedání politbyra 16. června 1966 obvinil Tito Rankoviće z frakcionářství a inicioval vytvoření zvláštní vyšetřovací komise, jejíž závěry měly být předneseny na zasedání ústředního výboru SKJ (CK SKJ).

## Zasedání
V předvečer Brionského pléna si Ranković začal uvědomovat závažnost obvinění a byl jimi natolik zaskočen, že dostal lehký infarkt. Účastníky zasedání CK SKJ svážela na Brioni, kde se zasedání konalo, vojenská letadla a obrněná auta. Jugoslávská lidová armáda a milice byly uvedeny do stavu pohotovosti a do Bělehradu byly staženy spolehlivé slovinské jednotky. Zprávu zvláštní vyšetřovací komise přednesl její předseda Krste Crvenkovski, jenž uvedl, že Ranković kryl a v některých případech i aktivně inicioval porušování zákonnosti tajnou policií. Ranković na zasedání přiznal svou politickou a morální odpovědnost a odstoupil ze všech svých funkcí. Následně byl vyloučen z SKJ a zbaven poslaneckého mandátu, spolu s ním byl z SKJ vyloučen i náčelník UDBy Svetislav Stefanović Ćeća.
O skutečných důvodech, které vedly vedení SKJ k odstranění Aleksandra Rankoviće se spekuluje. Zahraniční deníky (Observer, Journal de Genève) přinesly informace o hrozící kontrarevoluci (protirežimní vzpouře) v Srbsku. Sám Tito obvinil Rankoviće, že se již v roce 1964 pokoušel uvnitř komunistické strany vybudovat politickou formaci, jejímž cílem by bylo později (ve vhodný okamžik) převzít moc a odstavit tehdejší politické vedení. Ranković byl mužem centralistické koncepce řízení státu; tajná policie UDBA, likvidovala politické protivníky metodami ne nepodobnými komunistické straně Sovětského svazu.
Svou roli však mohl sehrát i Edvard Kardelj: kromě ekonomických změn a změn v organizaci státních institucí byl totiž také zaveden systém rotace kádrů, v jehož důsledku mohla jedna osoba zastávat jednu funkci jen dvě volební období (Tito sám měl ústavně zakotvenou výjimku), a systém proporcionálního zastoupení národů a národností. Tyto dvě zásady byly účinným nástrojem zajištění poslušnosti Titových nejbližších spolupracovníků, pro něž byly zřizovány nové funkce s náplní jako ty původní, anebo nebyly zásady dodržovány vůbec. Bylo naznačeno, že v rámci personálních změn by měl být Kardelj penzionován. Kardelj se spojil s dalšími funkcionáři, kteří v Rankovićovi viděli překážku svých mocenských ambicí (Jovan Veselinov, Dragoslav Marković, Ivan Krajačić, Vladimir Bakarić, Petar Stambolić, Krste Crvenkovski, Miko Tripalo aj.) a přesvědčil Tita, že Ranković usiluje o Titovo svržení. Ranković se v roce 1965 měl na návštěvě Sovětského svazu údajně označovat za nástupce jugoslávského vůdce.

## Důsledky
Nedlouho po Brionském plénu bylo rozhodnuto o kriminalizování celé záležitosti: Ranković, Stefanović Ćeća a další prominenti UDBA měli být souzeni ve veřejném procesu. Neschopnost zformulovat řádnou obžalobu však nakonec vedla k tomu, že všechna obvinění potvrdila v prosinci 1966 toliko vládní komise a poté byli všichni členové Rankovićovy skupiny Titem omilostněni, čímž byla znemožněna i jejich jakákoliv obhajoba. Pád Rankoviće měl za následek rozsáhlou čistku ve Svazu komunistů Srbska a v UDBA. Tisíce členů strany bylo zatčeno a odsouzeno k nepodmíněným trestům, stranické výbory se předháněly v odhalování provinění UDBA. V rámci zjištění tak bylo odhaleno, že UDBA v Chorvatsku vedla spis prakticky na každého dospělého občana. Tajnou policii opustilo v tomto období jeden a půl tisíce osob.
V únoru 1967 byla předložena novela trestního zákona, jež omezovala pravomoci tajné policie a milice. V rámci UDBy byly vytvořeny republikové odnože, což vedlo k zeslábnutí jejího vlivu, čímž byla umožněna liberalizace poměrů a urychlen proces decentralizace celé Jugoslávie, který vyvrcholil novou ústavou z roku 1974, stejně jako pozvolným rozkladem státu na konci 80. let. Na druhou stranu došlo ve společnosti k velké liberalizaci a otevření diskuzí o problémech, které ji trápily.
Z národnostního hlediska bylo výsledkem pléna rozčarování mezi řadou Srbů, kteří vnímali (zvláště později) pád Rankoviće jako porážku celého národa a velkou ránu. Tomu přispělo i vykonstruované obvinění Rankoviće z podpory velkosrbských nacionalistů. Naopak pozitivní reakce měl výsledek pléna mezi Slovinci, Chorvaty a zvlášť kosovskými Albánci. Političtí představitelé místních komunistických stran začali otevřeně kritizovat nepřehlédnutelné chyby, které ve svých regionech považovali za klíčové. Za řadu z nich obvinili právě Rankoviće, který však byl již dávno odstraněn z moci a penzionován. Příklad Rankoviće, jako centralisty, či velkosrbského unitaristy posloužil ještě v řadě budoucích případů, mimo jiné i během chorvatského jara, kdy řada vzbouřenců ze Záhřebu takto obvinila svazové vedení státu v Bělehradě.[zdroj?]